# Phymosomatoida
Ordre
Les Phymosomatoida sont un ordre d'oursins qui vécurent notamment en Europe, Amérique du Nord, Afrique du Nord et au Moyen-Orient. La quasi-totalité des oursins de cet ordre sont aujourd'hui éteints.

## Caractéristiques
Le disque apical est relativement large (comme le périprocte) et monocyclique, avec des plaques faiblement accrochées à la couronne et donc rarement préservées sur les spécimens fossiles. Les ambulacres sont trigéminées ou polygéminées. Les tubercules primaires sont crénulés, et les tubercules ambulacraires et interambulacraires sont de taille similaire à l'ambitus.
Ce groupe est apparu au Jurassique (Toarcien), et suivant les classifications il s'est éteint à l'Éocène ou inclurait encore une seule espèce vivante selon NCBI (12 septembre 2013). Il était répandu de l'Amérique à l’Europe et à l'Afrique.

## Liste des familles
| Selon World Register of Marine Species (10 mars 2014) : - famille Diplopodiidae Smith & Wright, 1993 † - famille Emiratiidae Ali, 1990 † - famille Heterodiadematidae Smith & Wright, 1993 † - famille Phymosomatidae Pomel, 1883 † - famille Polydiaematidae Hess, 1972 † | Selon ITIS (12 septembre 2013) - famille Phymosomatidae - famille Stomechinidae |

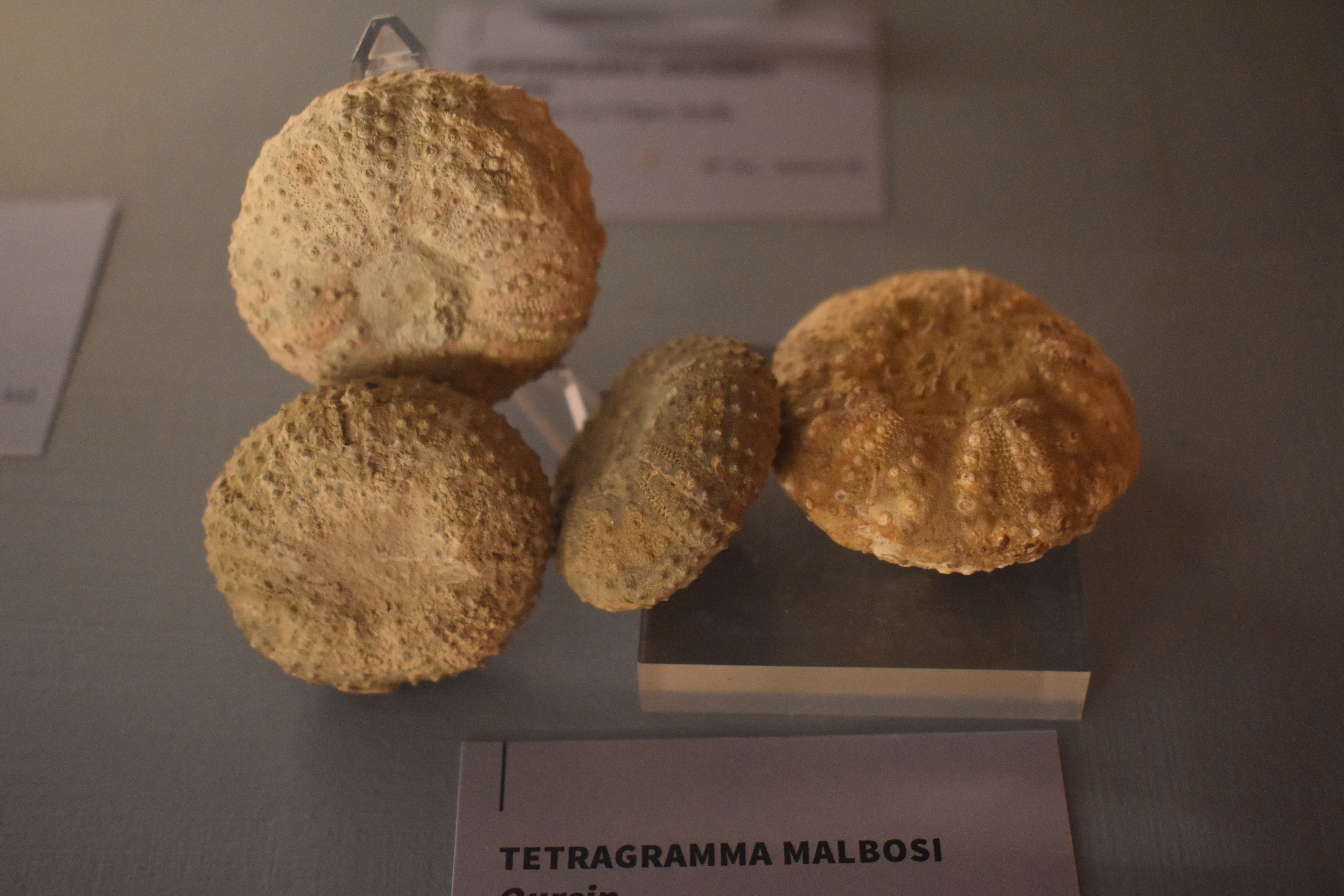
Tetragramma malbosi (Diplopodiidae)
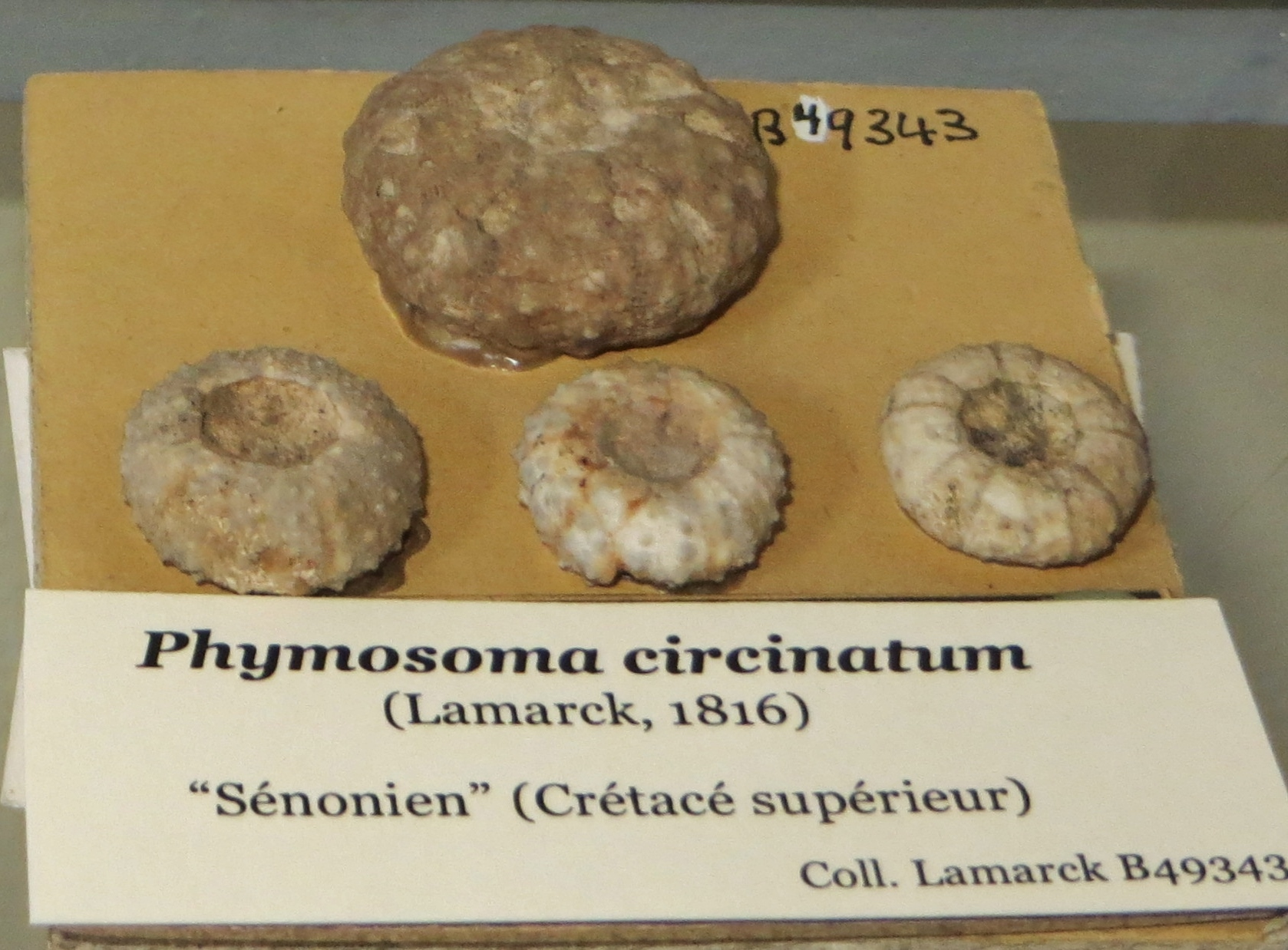
Fossiles de Phymosoma circinatum (Crétacé, Muséum national d'histoire naturelle)

Selon World Register of Marine Species (10 mars 2014), l'ordre des Phymosomatoida ne contient que des espèces éteintes, le genre Glyptocidaris appartenant désormais à l'ordre des Stomopneustoida. Selon le Natural History Museum, cet ordre est fossile et comporte deux familles, les Emiratiidae et les Phymosomatidae.